# Abbaye du Lieu-Dieu

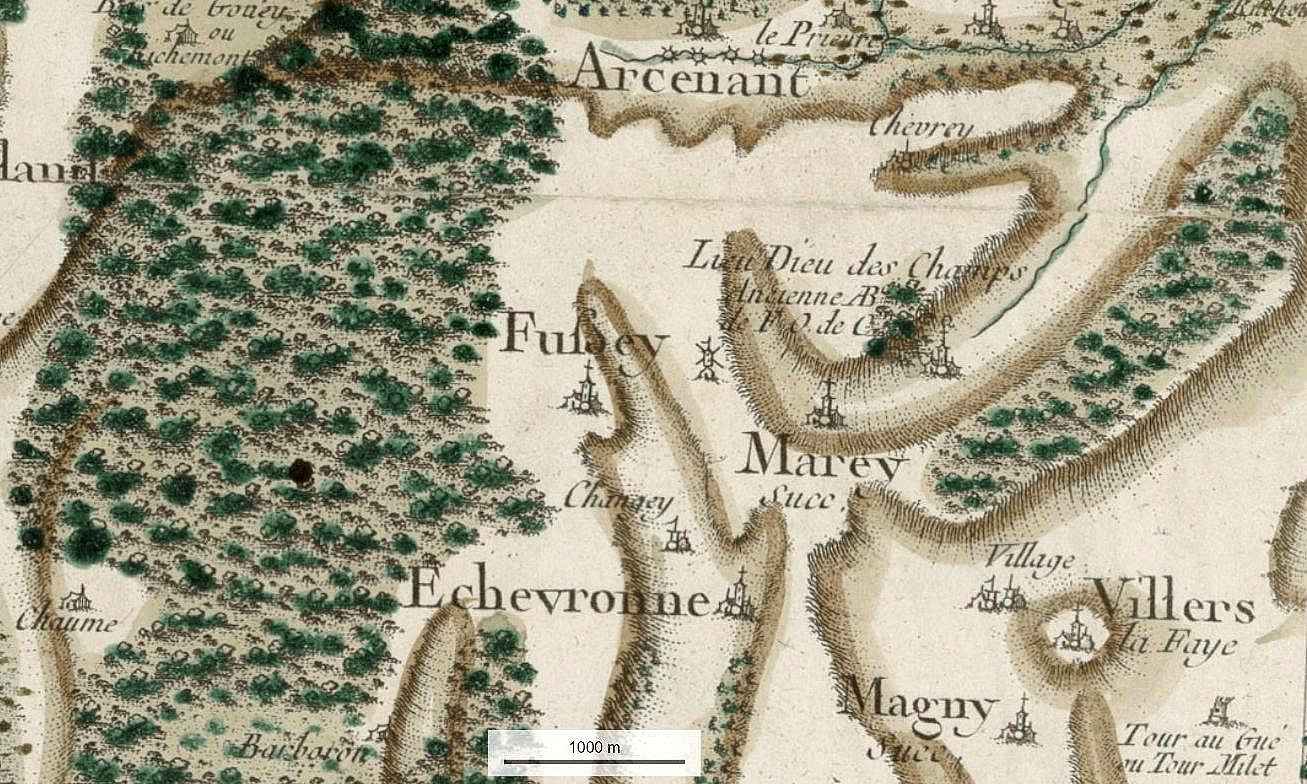
"Lieu Dieu des Champs, ancienne abbaye de femmes, Ordre de Cîteaux" - Carte Cassini, XVIIIe siècle

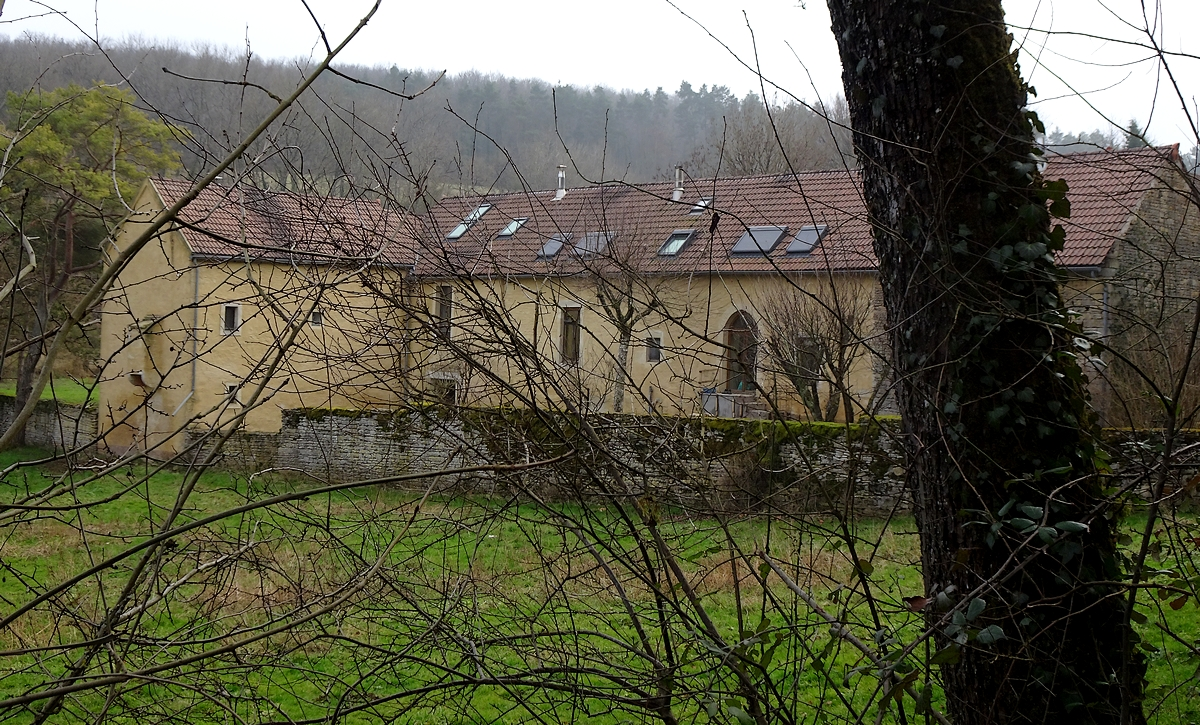
Lieu Dieu - Vue Nord.

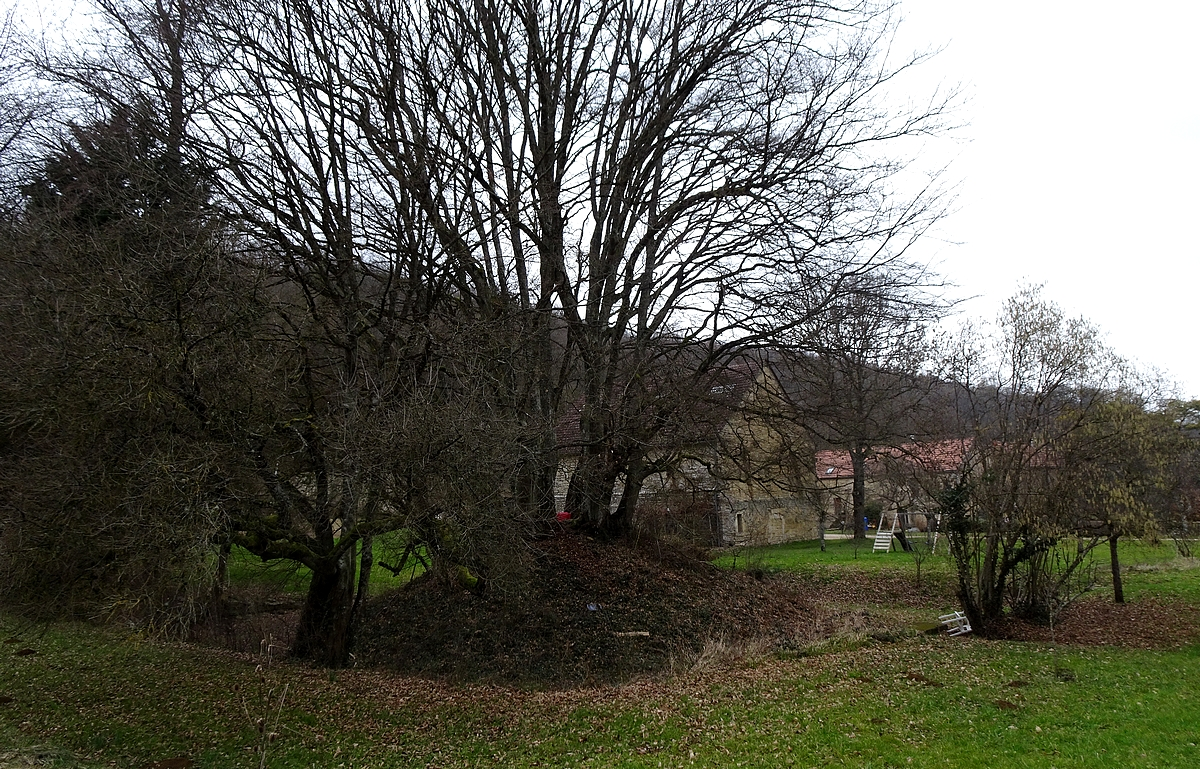
Lieu Dieu - pièce d'eau.

Ne doit pas être confondu avec Abbaye du Lieu-Dieu (Beauchamps) ou Abbaye royale Notre-Dame de Lieu-Dieu.
L'abbaye du Lieu-Dieu était une  abbaye cistercienne de moniales située sur le territoire de la commune de Marey-lès-Fussey, dans le département de la Côte-d'Or. Fondée au XIIe siècle sous l'égide de la puissante Maison de Vergy, elle était dépendante de l'abbaye Saint-Vivant de Vergy, et donc de Citeaux. De nos jours (février 2025) il subsiste de l'abbaye cistercienne, le mur d'enceinte ainsi que quelques bâtiments utilisés, pour certains rénovés. 

## La fondation

Carte des abbayes cisterciennes en Bourgogne – par définition moderne. En Moyen Âge Sens était en Champagne, et son archidiocèse comprenait l'Île-de-France, mais aussi la diocèse d'Auxerre.

La fondation de l'abbaye du Lieu-Dieu est restée dans l'obscurité complète. Jean Marilier estime, après un examen de deux chartes de donation postérieures à la création de l'abbaye, que celle-ci pourrait avoir été fondée vers 1180 et, ajoute-t-il, « s'il fallait concilier tout cela avec la tradition, qui mêle à la fondation le nom d'un duc Eudes, agissant comme suzerain, il faudrait la placer après 1192, date de l'avènement d'Eudes III ». En raison de la pauvreté de la documentation la concernant, Marilier juge qu'il n'est pas possible d'être plus précis sur la date de sa fondation. Il se contente de conclure « qu'elle prit naissance […] dans les vingt ou vingt-cinq dernières années du XIIe siècle ».
Elle est fondée par des chevaliers de Vergy : Hugues-Robert le Blanc, Eudes le Vert, et peut-être Eudes-Bertrand. Hugues de Vergy père d'Alix puis Alix elle-même, devenue duchesse puis régente du duché, grande bienfaitrice de la communauté, contribuent également par leurs donations à augmenter le domaine et à pourvoir aux besoins de la communauté.
L'abbaye a été implantée dans un vallon étroit au milieu des bois près d'une source que la légende tient pour miraculeuse, appelé aujourd'hui Lieu-Dieu-des-Champs, dans les limites de la seigneurie de Vergy, de nos jours sur la commune de Marey-lès-Fussey.
Elle est fondée par l’intermédiaire du monastère Saint-Vivant de Vergy ; puis affiliée à Cîteaux entre la fin du XIIe et le deuxième quart du XIIIe siècle.

## Filiation et dépendances
La Crête est fille de l'abbaye de Tart. La ruine des bâtiments oblige les religieuses à s'installer à Beaune, le 9 juillet 1636. Gui, seizième abbé de Cîteaux, ayant établi le chapitre général des maisons de filles de la filiation dans l'abbaye du Tard, où dix huit abbesses devaient se rendre au jour de Saint-Michel, l'abbesse du Lieudieu, y tenait de droit la seconde place et présidait en cas d'absence de celle du Tard. Alix de Vergy, mère du duc Hugues IV de Bourgogne, est la bienfaitrice de Lieudieu.

## Architecture

### Église abbatiale
Elle était placée sous le vocable de Notre-Dame.[réf. nécessaire]

## Liste des abbesses
- ? : Marguerite, ou Marotte de Fontaines, parente de saint Bernard, première abbesse ;
- 1236 : Jeanne de Chalon, nommée[n 3] ;
- 1270 : Pétronille ;
- 1280 : Simone de La Bleche ;
- 1290 : Sibille de La Rochette ;
- 1309 : Marguerite ;
- 1350 : Yolande de Frolois ;
- 1371 : Guillemette de Reuilly ;
- 1391 : Marguerite de Villers-La-Faye ;
- 1406 : Marie Fanienge ;
- Lieu Dieu - Vue générale (Sud).1428 : Marie de Vichy ;
- 1467 : Anathoire de La Baume ;
- 1479 : Jeanne de Bessey ;
- 1482 : Jeanne de Margerot ;
- 1494 : Anne Petit ;
- 1497 : Charlotte I de Rouvray ;
- 1505 : Charlotte II de Gasse ;

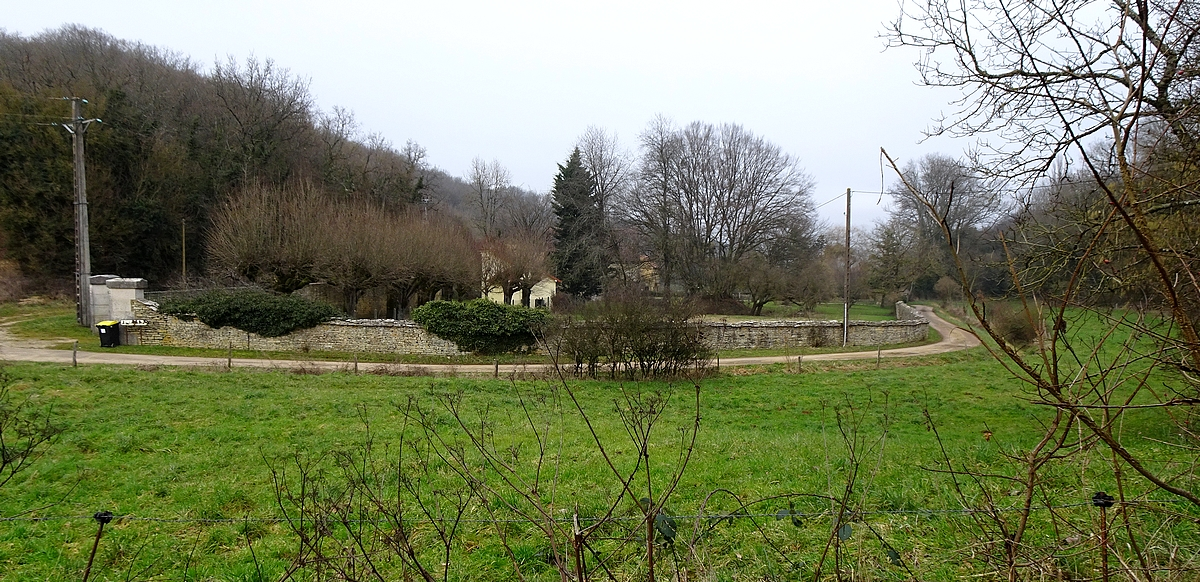
Lieu Dieu - Vue générale (Sud).

- 1531 : Gérarde de Rebourg, se démet en 1537 en faveur de sa successeur ;
- 1538 : Bernardine de Moroger ;
- 1551 : Guillemette de Layrey ;
- 1556 : Louise d'Estainville (de Stainville) ;
- 1561 : Antoinette d'Orges ;
- 1565 : Philiberte d'Orges, elle fait renouveler les terriers ;
- 1624 : Marguerite de Saint-Belin, se retire à la Visitation de Beaune où elle meurt ;
- 1626 : Marie de Suyreau, professe de Port-Royal, est aussi abbesse de Maubuisson et mourut à Port-Royal ;
- 1634 : Louise d'Aveine, transfère la communauté à Beaune le 9 juillet 1636 ;
- 1641 : Susanne de Henin Liétard de Roche, introduit la réforme en 1642, elle est aussi abbesse de Maubuisson ;
- 1645 : Catherine-Angélique d'Orléans (1617-1664), fille de Jacqueline d'Illiers de Balsac (née vers 1591-†.1624 ?)[Notes 1],[5]  qui eut une liaison amoureuse avec Henri II d'Orléans-Longueville (1595-1663)[6].  qui s'introduisait de nuit par une petite porte du jardin de l'abbaye donnant sur le clos du  muid. Porte murée depuis et connue sous le nom de  Porte de Longueville[7]. En 1617, alors qu'elle n'est plus abbesse puisqu'elle a résignée au profit de sa sœur Catherine, et qu'elle est retourné vivre chez ses parents à Chantemesle, elle met au monde une petite  fille prénommée Catherine-Angélique[Notes 2] que son père le duc de Longueville fit élever avec soin[8]. Elle deviendra abbesse de Maubuisson le 8 juin 1653
- 1648 : Antoinette de La Rochette ;
- 1671 : Claude de Damas de Marcilly ;
- 1710 : Marie Pierrette de Damas de Marcilly, elle est élevée dès sa jeunesse à l'abbaye et a toujours donné l’exemple d'une grande piété ;

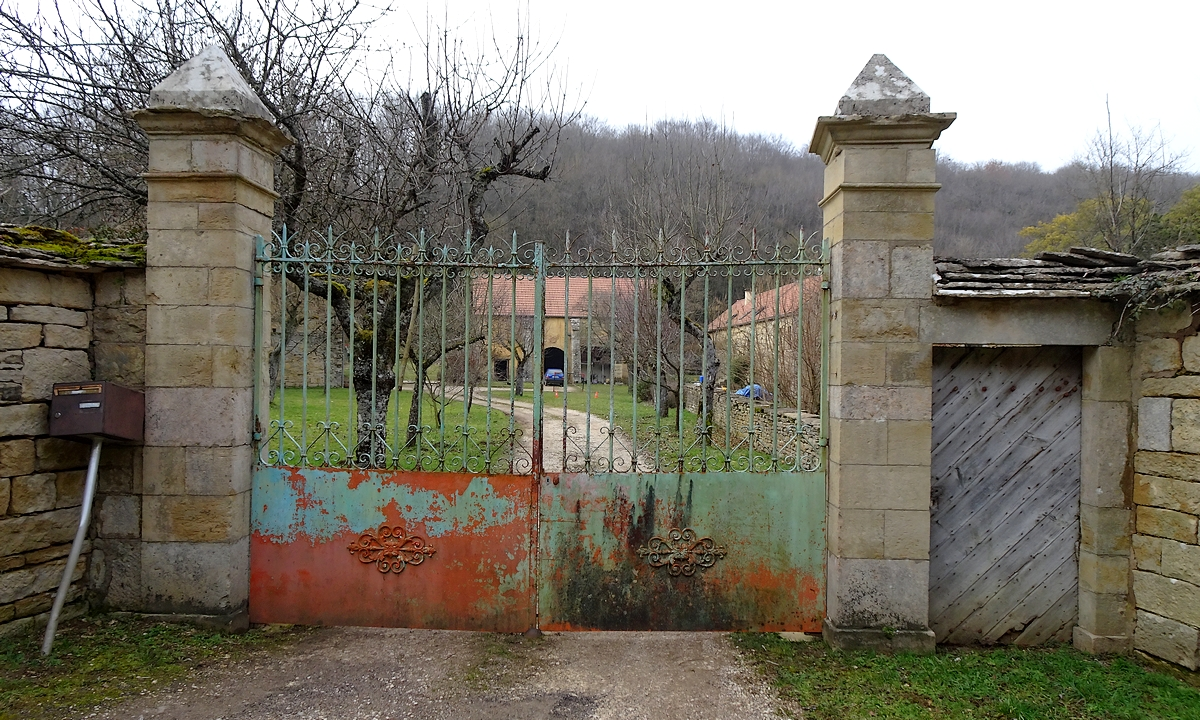
Lieu Dieu - Portail Est.

- Lieu Dieu - Portail Est.1757 : Marie-Éléonore de Pignerolle (née en 1721), professe de Sainte-Catherine d'Angers sa patrie, nommée le 24 août 1757. Elle paye les dettes de cette abbaye dont elle fait réparer les édifices et augmenter les revenus par des défrichements et par de nouvelles plantations. Nommée en 1772 prieure perpétuelle de Sainte-Catherine d'Angers, où elle a fait profession, elle accepte d'abord ; mais se rendant aux larmes de sa communauté et aux vœux de toute la ville, elle donne sa démission du prieuré pour conserver son abbaye[9],[n 4] ;
- 1783 : Marie-Claude de Saulgé de Saint-Maurice.